# Parco di Monza (Mariani)
Parco di Monza è un dipinto a olio su tela e misura cm 84x111,5 eseguito nel 1888 dal pittore italiano Pompeo Mariani.
È conservato nei Musei Civici di Monza.
Questo quadro rappresentazione del Parco di Monza